# 賜典
SHiTEN株式会社（してん）は、東京都品川区に本社を置く不動産会社。

## 概要
現代表取締役の沖村鋼郎により2007年（平成19年）に設立。当初は一般的な不動産売買仲介業、不動産賃貸管理業を行っていたが、2016年より賃貸併用住宅販売を専業で手掛けるようになる。現在は「はたらくおうち」のブランドで賃貸併用住宅の販売を展開し、賃貸併用住宅に特化した不動産会社の草分け的存在となっている。資本金は1000万円。

## 沿革
2007年（平成19年）10月 - 沖村鋼郎が賜典株式会社を創業、社長となる。本社を東京都品川区小山に開設
　　　　　　　　　　　　    賃貸物件の客付け業務及び賃貸管理業開始
2008年（平成20年） 8月 - 新築一戸建の仲介業務を開始
2010年（平成22年） 6月 - 品川区小山に売買営業用事務所増設
2012年（平成24年） 4月 - 不動産売買仲介FCチェーン「イエステーション」に加盟
2014年（平成26年） 8月 - 賃貸住宅管理業者登録
2016年（平成28年） 9月 - 賃貸併用住宅事業「はたらくおうち」を開始
2018年（平成30年） 1月 - 楽天リサーチ株式会社による賃貸併用住宅販売会社の満足度調査で第1位となる
2018年（平成30年） 12月 - 不動産賃貸管理サービス「賃貸番頭」を開始
2019年（平成31年） 1月 - 東京ビッグサイトで開催された第2回資産運用EXPOにブース出展
2019年（令和元年）  5月 - 建設業許可
2019年（令和元年）  10月 - 新宿NSビルで開催された賃貸経営+相続対策・大家さんフェスタに出展
2019年（令和元年）  12月 - 不動産売買仲介FCチェーン「イエステーション」を退会
2020年（令和2年）   1月 - 代表取締役の沖村が、合同出版株式会社より「はたらくおうち 賃貸併用住宅: 次世代の新しい資産運用のかたち」を出版
2020年（令和2年）   1月 - 東京ビッグサイトで開催された第3回資産運用EXPOにブース出展
2021年（令和3年）   4月 - ゼネラルリサーチによる賃貸併用住宅提案会社のお客様満足度調査で第1位となる
2022年（令和4年）   12月 - 社員の早川が、株式会社フローラル出版より「俺が守る！夢のマイホーム実現計画」を出版
　　　　　　　　　　　　　  Amazonランキング「その他の地域の世界経済関連書籍」「経済学・経済事情」の2部門で1位となる
2023年（令和5年）   7月 -「賜典株式会社」から「SHiTEN株式会社」へ社名変更 

## 本社所在地
東京都品川区戸越5-10-19